# Olpidiàcies
Els olpidiomicots (Olpidiomycota) són una petita divisió o fílum del regne dels fongs (Fungi) amb una sola família, les olpidiàcies (Olpidiaceae), i unes 45 espècies paràsites de  plantes, animals, protists i fongs.

## Característiques
Existeixen com a zoòspores esfèriques dins de les cèl·lules del seu hoste. Les zoòspores emergeixen per un tub de descàrrega i tenen un únic flagel posterior. Les espores poden ser llises o ornamentades.

## Història natural
Infecten una àmplia varietat de plantes, animals, protists i altres fongs i són força comuns en ecosistemes aquàtics i terrestres. Gran part del que se sap prové d'aquelles espècies que infecten plantes superiors, especialment plantes cultivades. A més, poden ser vectors de virus de les plantes. Per exemple, Olpidium brassicae transmet el virus del mosaic del tabac a les plantes de tabac.

## Taxonomia
El fílum Olpidiomycota inclou una classe, un ordre, una família i quatre gèneres:
- Classe Olpidiomycetes
  - Ordre Olpidiales
    - Família Olpidiaceae
      - Gènere Chytridhaema
      - Gènere Cibdelia
      - Gènere Leiolpidium
      - Gènere Olpidium